# 플로랑 퀴블리에
플로랑 퀴블리에(프랑스어: Florent Cuvelier, 1992년 9월 12일 ~ )는 벨기에의 전 축구 선수이다.